# Tasema
Tasema is een geslacht van vlinders van de familie bloeddrupjes (Zygaenidae), uit de onderfamilie Procridinae.

## Soorten
- T. bipars Walker, 1856
- T. chalcastra (Druce, 1899)
- T. fulvithorax Hampson, 1920
- T. longipennis Hampson, 1892
- T. nox Holland, 1898
- T. unxia (Druce, 1896)
- T. viridescens Alberti, 1954